# USA October 2005
USA October 2005 är en EP av Jens Lekman. Skivan utgavs på eget bolag 2005.

## Låtlista
1. "Run Away with Me"
2. "How Much You Mean to Me"
3. "Me on the Beach" (Nagisa Ni Te-cover)
4. "Jag tyckte hon sa lönnlöv" (svensk version av "Maple Leaves")

### Fotnoter
1. ↑  ”USA October 2005”. Discogs.com. http://www.discogs.com/Jens-Lekman-USA-October-2005/release/1550516. Läst 12 april 2012.